# جيلون
جيلون هي مستوطنة حضرية في منطقة شاخريسابز في منطقة كاشكاداريا بجمهورية أوزبكستان.
تأسس الكشلاك عام 1305. لا يزال سكان القرية يحتفظون بالعادات القديمة وطريقة الحياة. حتى منتصف عام 2018 ، لم يتمكن السياح الأجانب من زيارة هذه القرية بسبب نظام الحدود الخاص.

## جغرافية
تقع جيلون في الجزء الجنوبي من أوزبكستان في حوض Kashkadarya، على المنحدر الغربي لجبال Pamir-Alai.
تقع المنطقة على حدود أوزبكستان وطاجيكستان، على بعد 80 كيلومترًا من Shakhrisabz . الكشلاك محاط من جميع الجهات بجبال شاهقة يصل ارتفاعها إلى أكثر من 4000 متر في الشرق. هذه واحدة من أعلى القرى الجبلية في أوزبكستان. ليس من السهل الوصول إلى هنا على طول طريق ترابي جبلي صعب ولكنه خلاب مع العديد من السربنتين. 

## مناخ
المناخ قاري وجاف وفي بعض الأماكن شبه استوائي.

## تعداد السكان
عدد سكان القرية 5834 نسمة (2019).
التركيبة العرقية: الطاجيك - 5831 نسمة، الأوزبك - 3 أشخاص. (اعتبارًا من 12 ديسمبر 2019). 

## مشاهد
يوجد بالقرب من القرية جبل يحمل اسم "حضرة سلطان"، وكذلك «حيسوراك سوف أومبوري»، وهو مكان شهير بين السياح.